# ثورات 1820

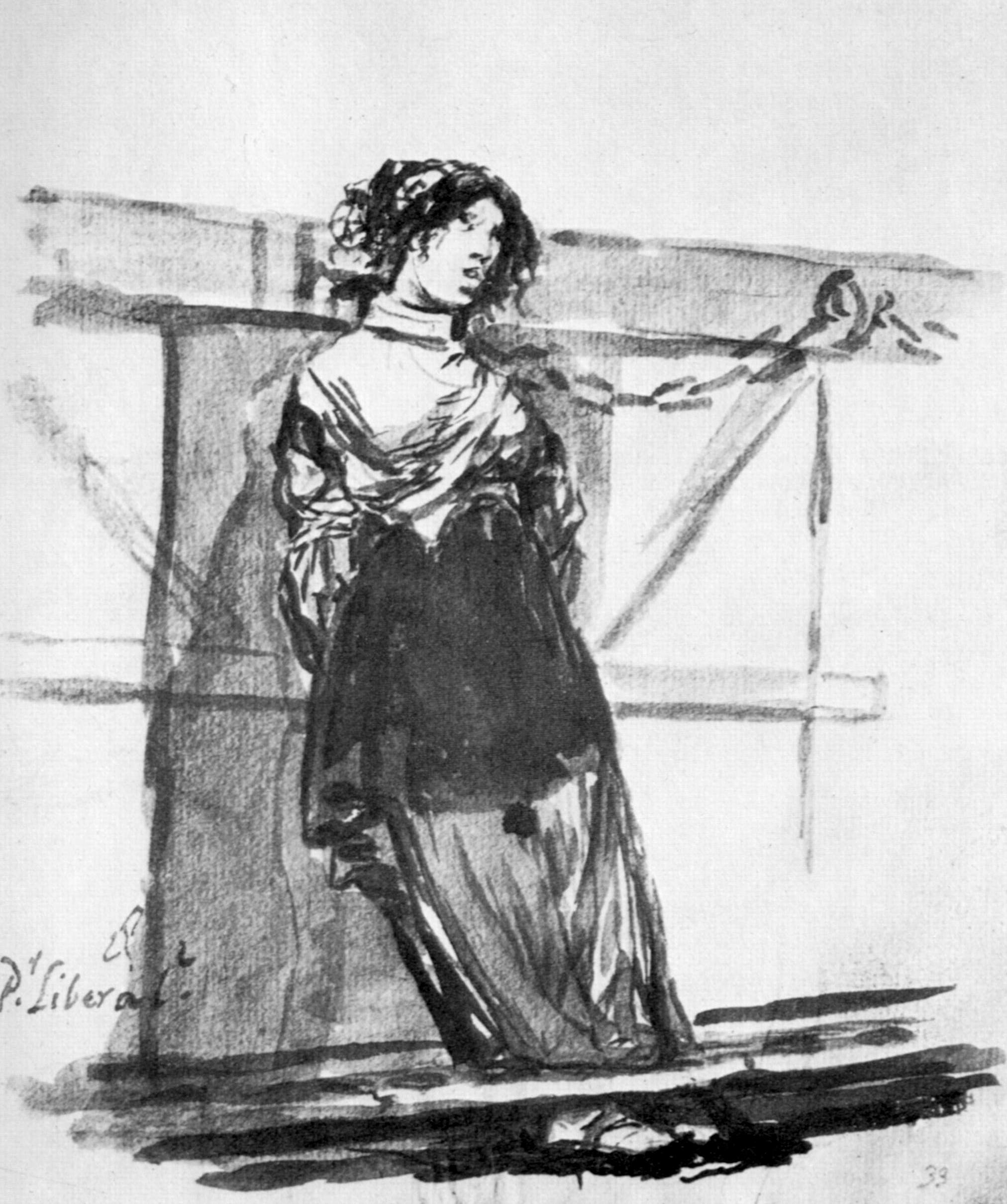
لأجل الحرية بريشة فرانثيسكو غويا, إحدى لوحات الإلبوم دي (1803-1824), لايوجد تفسير واضح لتلك السلسلة الغامضة من اللوحات، إلا أنه نوع من أنواع التحريض ضد السلطة

ثورات 1820 هي موجة ثورية جرت في أوروبا بعد الحروب النابليونية. فثورات اسبانيا والبرتغال وروسيا وإيطاليا كانت للسعي في ملكيات دستورية، اما التي كانت باليونان فكانت من أجل الاستقلال عن الحكم العثماني. وتكررت تلك الموجة الثورية في ثورة 1830 وفي الربيع الأوروبي 1848.
كانت محاور الإيديولوجية لتلك الثورات هي الليبرالية والقومية. وبما أن البلدان الأكثر تأثرا هي التي في جنوب أوروبا (وتلك حلقة من مناطق أخرى مثل ألمانيا وفرنسا وكانت أقل أهمية بكثير) وإسبانيا باعتبارها مركزا للحركة التي انتشرت في إيطاليا والبرتغال، ومن ناحية أخرى أتت اليونان والتي أطلق عليه دورة البحر المتوسط مع دورة الأطلسي التي سبقتها بجيل كامل (ظهرت أولى الثورات الليبرالية أو البرجوازية على دفتي المحيط الأطلسي: الثورة الأمريكية 1776 ثم الفرنسية 1789).
جاءت ثورات 1820 بسبب ردة الفعل على ثورات الاستعادة التي جاءت نتيجة هزيمة الثورة الفرنسية فشملت استعادة للنظام القديم وتطبيق مبادئ المناصرين للسلطة التشريعية لمؤتمر فيينا 1815، عهد إلى التحالف المقدس استخدام القوة والتدخل. وتكون هذا التحالف من الملكيات المطلقة التي تمكنت أخيرا من تجنب تعميم العدوى الثورية واخماد بؤر ثورية. وبسبب عدم تكافؤ القوى، وبسبب تفشي المؤامرة فقد قام الثوار بتكوين تنظيمات سرية في 1820 على غرار الماسونية مثل الكاربونيريا.
على الرغم من أنه يمكن الكشف عن التحولات السابقة، إلا أن الحركة الثورية قد نشرت تلك العدوى وظهر تقليدها واضحا في عدة حالات (حتى في نصوص الدستور) ومنها اعلان الجيش الإسباني الليبرالي إنشاء ماأسماه السنوات الثلاث الليبرالية. ثم كانت الثورات في البرتغال وإيطاليا (وخاصة في بيدمونت ونابولي) كانتا على نفس المنحى. أما تلك البعيدة عنهما في الزمان والمكان وهي حركة (ثورة الديسمبريين 1825) ذات طبيعة مختلفة في الإمبراطورية الروسية. أما اليونان فهي القضية الأكثر غرابة، حيث بدأت حركة من أجل الاستقلال اليونانية في 1821. وكانت تلك الثورة الوحيدة التي نجحت من تلك الدورة وذلك بفضل دعم القوى الأوروبية ضد الدولة العثمانية.

## حوادث سابقة في أجزاء أخرى من أوروبا
منذ هزيمة نابليون لم تنقطع الثورات والانتفاضات أو الحركات الثورية التحررية في جميع انحاء أوروبا، حتى في دول التي لا يمكن وصفها بأنها ملكيات مطلقة مثل المملكة المتحدة.

### ألمانيا

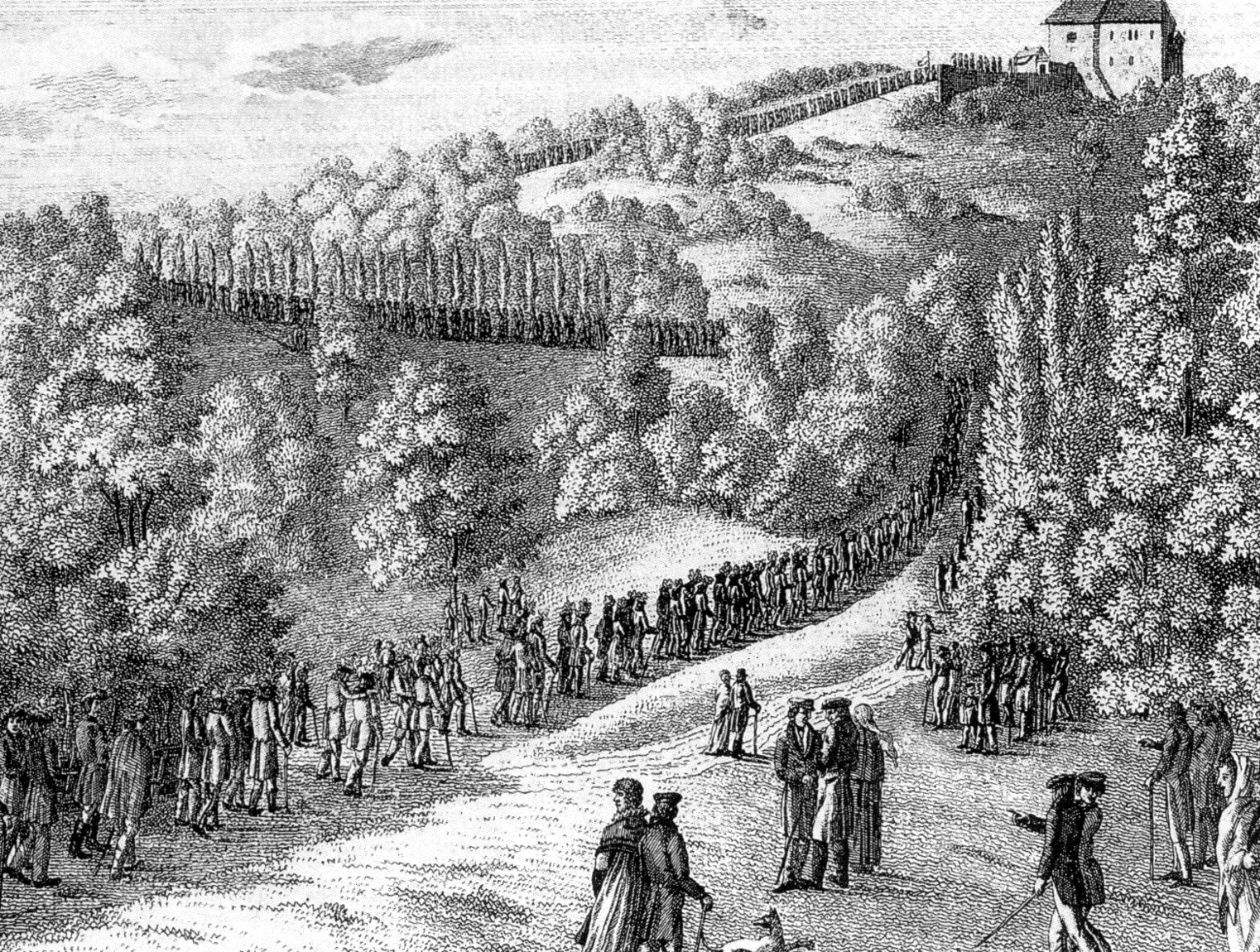
مظاهرة طلابية خلال مهرجان فارتبورغ 1817.

وكانت ألمانيا هي المنطقة الأولى لتجربة الحركات الاحتجاجية ضد الوضع السياسي الأوروبي الجديد، ولكنها لم تكن هي بداية انطلاق الحركات الثورية الكبرى. فمؤسسة الإمبراطورية الرومانية المقدسة الجرمانية انشئت في القرون الوسطى وأضحت غير فعالة من الناحية العملية، حيث توقفت عن الوجود منذ 1806 وحل محلها اتحاد الراين الذي صممه نابليون. ثم أنشأ مؤتمر فيينا في 1815 الاتحاد الألماني بديلا عن اتحاد الراين تحت قيادة الإمبراطورية النمساوية. فازدهرت القومية الثقافية والإرث الرومانسي في ألمانيا فأصبحت قومية سياسية. وقد سعى القوميون الألمان إلى توحيد جميع المناطق الناطقة باللغة الألمانية والتغلب على حالة الاتحاد الألماني.

أحيى مهرجان فارتبورغ بتاريخ 1817 الذكرى المئوية الثالثة لنشر لوثر أطروحته على باب كاتدرائية فيتنبرغ. وخلال الاحتفالات كانت هناك مظاهرات قومية قدمت لوثر بانه وطني ألماني.
وبدأت من 1818 اضطرابات طلابية ذات الطابع ليبرالي وقومي التي تقوم بها نقابات طلابية تسمى (الأخوية الطلابية). في 1819 في مانهايم قام كارل لودفيج ساند وهو طالب انتمي إلى إحدى تلك الأخويات بقتل الكاتب المسرحي أوغست فون كوتسيبو. ألقي القبض على الطالب وأعدم. وفي 20 سبتمبر 1819 حظر المستشار النمساوي مترنيخ بمراسيم كارلسباد [الإنجليزية] تلك النقابات الطلابية في أراضي الاتحاد الألماني وفرض حراسة في الجامعات والرقابة الصارمة على الصحافة، فقد كان القمع قويا على العناصر الوطنية والليبرالية الألمانية، الأمر الذي حال دون انتقالها إلى انتفاضة ثورية. فبقي الوضع هادئا حتى 1830.

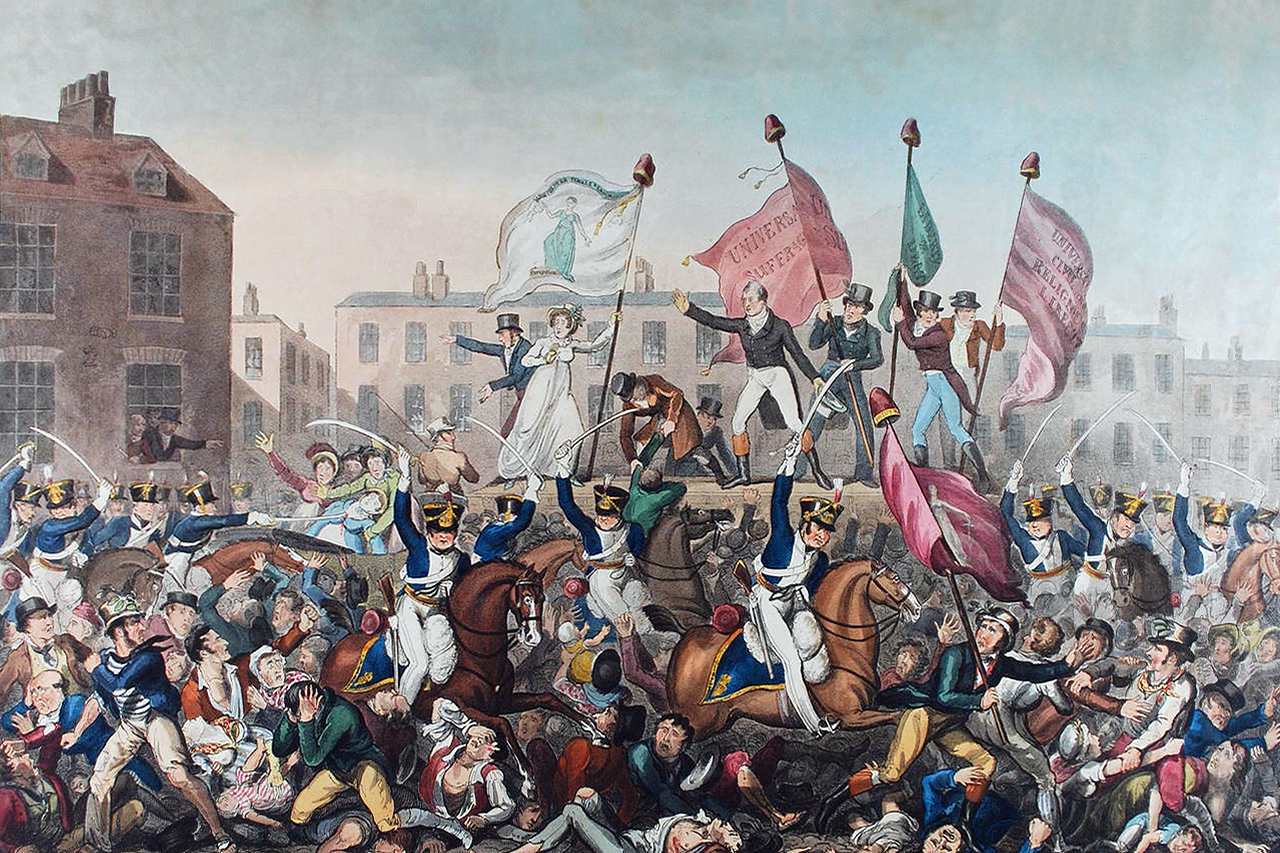
مذبحة بيترلو بمانشستر في 16 أغسطس 1819.

### إنجلترا
سعت حركة المقاومة إلى التحول الديمقراطي للملكية البرلمانية البريطانية فكانت الحلقة الأسوأ عنفا في مذبحة بيترلو 16 أغسطس 1819.

## بؤرة ثورات 1820: إسبانيا

تتبع خط سير رحلة قوات رييغو في 1820 وانتشار الثورات في المدن الإسبانية الأخرى.

عاد فرناندو السابع الملقب بالرغبة إلى البلاد بعد قضائه حرب الاستقلال الإسبانية محتجزا في فرنسا، فرفض أداء القسم على الدستور الجديد
(المسمى بدستور قادس أو لابيبا) الذي أعلنه مجلس قادس الليبرالي باسم السيادة الوطنية، في الوقت الذي توفر للملك ممارسة سلطته الشرعية. ولكن ماإن استرد العرش حتى بدأ الملك حكمه المطلق بالقمع القاسي على الليبراليين، والكثير جدا منهم في الجيش، وقد أشعلوا عدة محاولات للانقلاب العسكري بين 1816 و 1820 إلا أنها فشلت.

### ثورة كابيثاس دي سان خوان
في 1 يناير 1820 نجح انقلاب العقيد رافائيل دي رييغو ووصرح بأنه انيطت له مسؤولية القوات المتمركزة في لاس كابيثاس دي سان خوان (بلدة في محافظة إشبيلية التي أعطت اسمها للثورة) وبدعم من ضباط آخرين (أنطونيو كيروغا)، فأعلن عودة الدستور والقبض على القائد العام لفيلق التدخل السريع (كوندي دي لا بيسبال) الذي كان ينوي الذهاب لأمريكا لقمع الحركات المؤيدة للاستقلال. وانتظارا في الحصول على دعم من بقية الجيش والمدن المهمة، بدأت قوات دي رييغو بالتقدم عبر أندلسيا دون البت في اتخاذ مسيرة واضحة تجاه مدريد، بسبب قلة الدعم الذي أتاهم فبدا للانقلابيين أنه من المرجح أن محاولتهم ستنتهي بالهزيمة كما سابقاتها.
في أوائل شهر مارس، في الوقت الذي بدأت قوات دي رييغو بالتشتت، اندلع تمرد الليبرالي في غاليسيا فانتشر في جميع أنحاء البلاد في ماأصبح ثورة حقيقية. فحاصرت الحشود القصر الملكي في مدريد يوم 7 مارس، فوجد فرناندو السابع نفسه محاصرا مماأجبر بالتوقيع مساء ذلك اليوم مرسوما يكون تحت إرادة الشعب. وبعدها بثلاثة أيام أقسم على دستور قادس بما في ذلك العبارة الشهيرة: دعونا نخطو خطوة صريحة وأنا الأول، نحو المسار الدستوري.
مارس اللبراليون السلطة بالتقاسم بين العشرينيون والدستوريون، فتوسعت تلك الفترة حكم الثلاث سنوات الليبرالي (1820-1823) حيث استعاد فيه مجلس قادس الجديد العمل التشريعي مع هدف واضح وهو وضع حد للقواعد الاقتصادية والاجتماعية والسياسية للنظام قديم (مصادرة وقمع المانورالية وقانون البكور [الإنجليزية] ومحاكم التفتيش وما إلى ذلك).

### حملة المئة ألف من أبناء سانت لويس
كان من المقرر أن يكون هناك تدخلا أجنبيا بعد فترة قصيرة من ظهور النظام الجديد. إلا أن روسيا صرحت في البداية بمعارضتها من خلال منشور يطلب فيه من القوى الأوروبية الأخرى إلى عدم الاعتراف بالحكومة الجديدة. فاجتمع التحالف المقدس لاحقا في مؤتمر فيرونا في أكتوبر 1822، وأعطى فرنسا تفويضا للتدخل واستعادة الملكية الإسبانية. وفي 22 يناير 1823 تم في مؤتمر فيرونا التوقيع على معاهدة سرية تسمح لفرنسا بغزو إسبانيا لاستعادة ملكية فرناندو السابع المطلقة. وبعدها أعلن لويس الثامن عشر في 28 يناير أن «مئات الآلاف من الفرنسيين مستعدون للزحف، وذكر اسم سانت لويس، للحفاظ على عرش إسبانيا لحفيد هنري الرابع ملك فرنسا». ونتيجة لذلك قامت فرنسا في شهر إبريل بإرسال جنودها (95000 رجل من الجيش الفرنسي، ومتطوعين إسبان تحت قيادة لويس أنطونيو دي بوربون، الملقب بالدوق أنغولم). وعندما عبروا جبال البرانس لم يجدوا مقاومة قوية، فقد لجأت القوات الليبرالية في المرة الأولى إلى إشبيلية ثم إلى قادش مع الحكومة والملك بنفسه حيث كان رهينة عندهم. فاندلعت معركة تروكاديرو (31 أغسطس) حيث قضي على آخر المقاومة بواسطة قصف قادس لعدة أيام، ثم أفرج عن الملك الذي عاد إلى الحكم المطلق خلال العشرية المشؤومة (1823-1833).

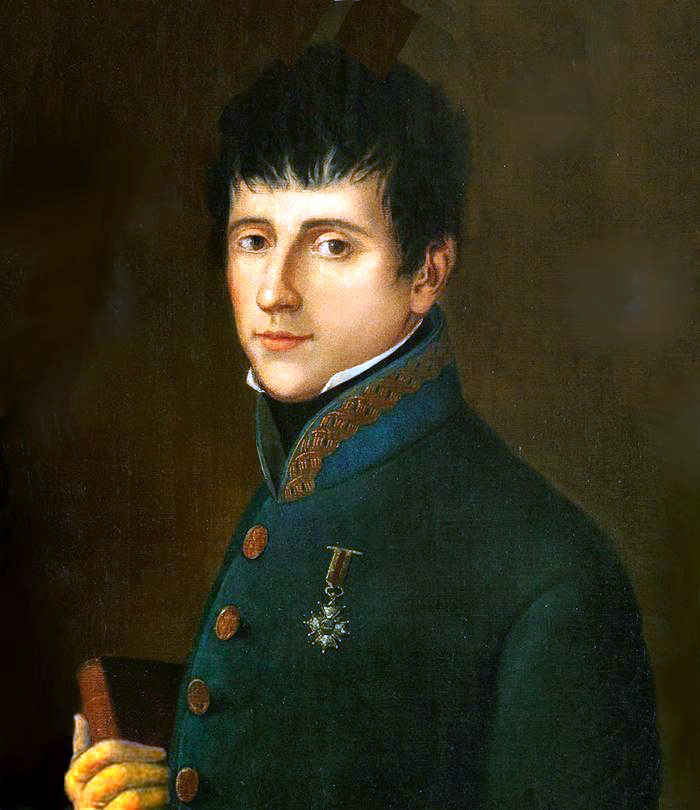
رافائيل رييغو.
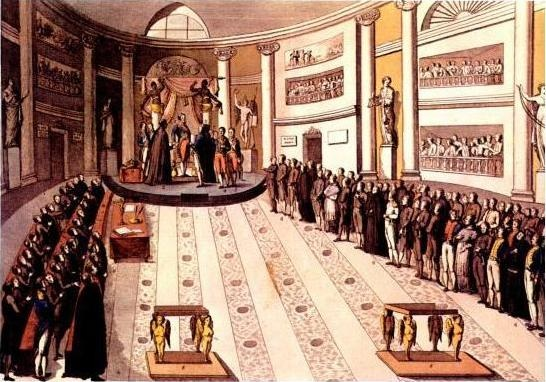
قسم فرناندو السابع على دستور عام 1812 في الجلسة الافتتاحية للبرلمان الليبرالي في 9 يوليو 1820 (مدريد، قصر ماريا دي أراغون).
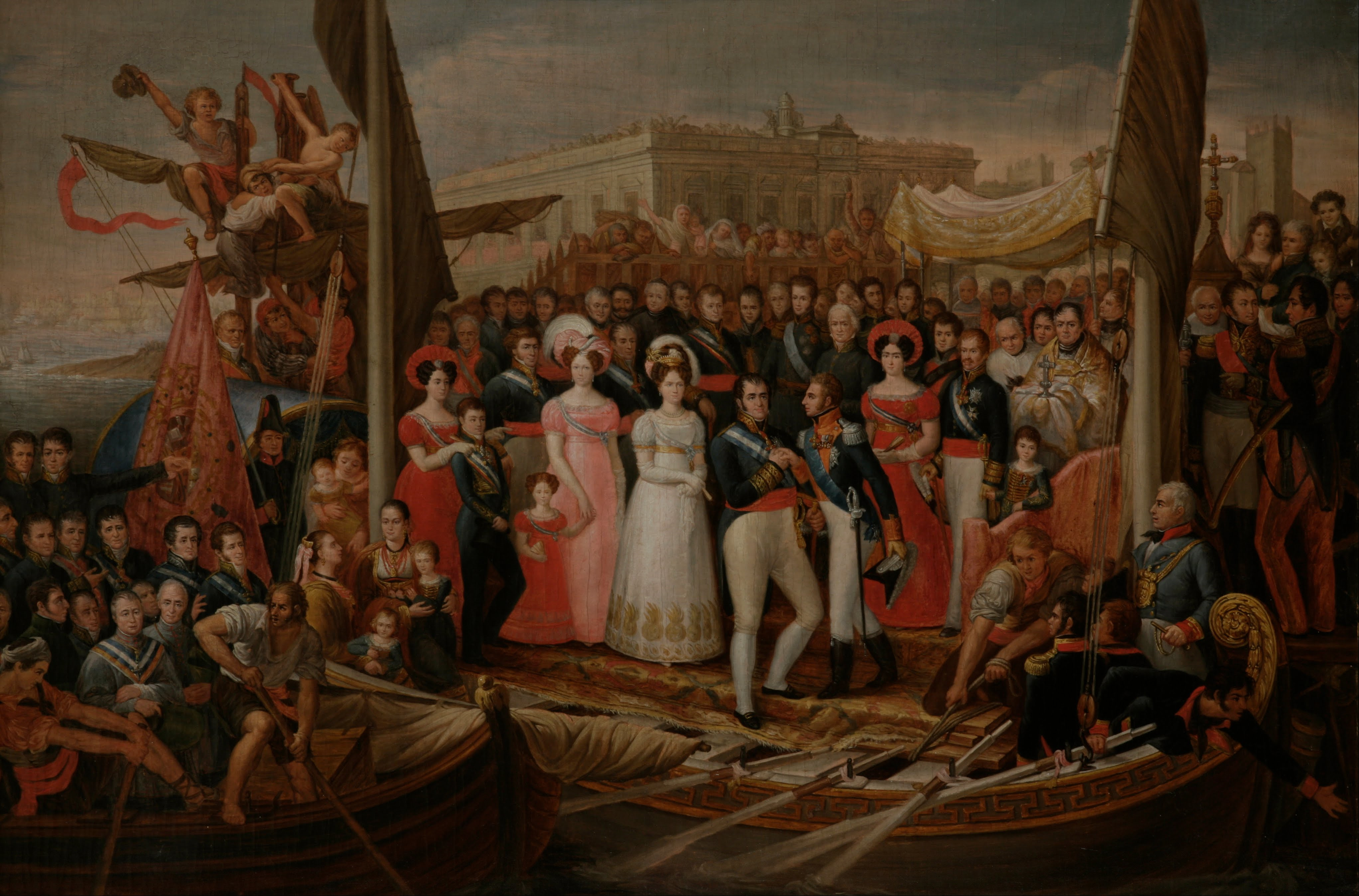
فرناندو السابع بعد تحريره من قبضة البرلمان المحاصر في قادس عن طريق التدخل الفرنسي، مترجلا من القارب في ميناء سانتا ماريا وقد استقبله دوق انجوليم. صورة لخوسيه أباريسيو.

## الإمتداد إلى دول أخرى في جنوب أوروبا

### البرتغال

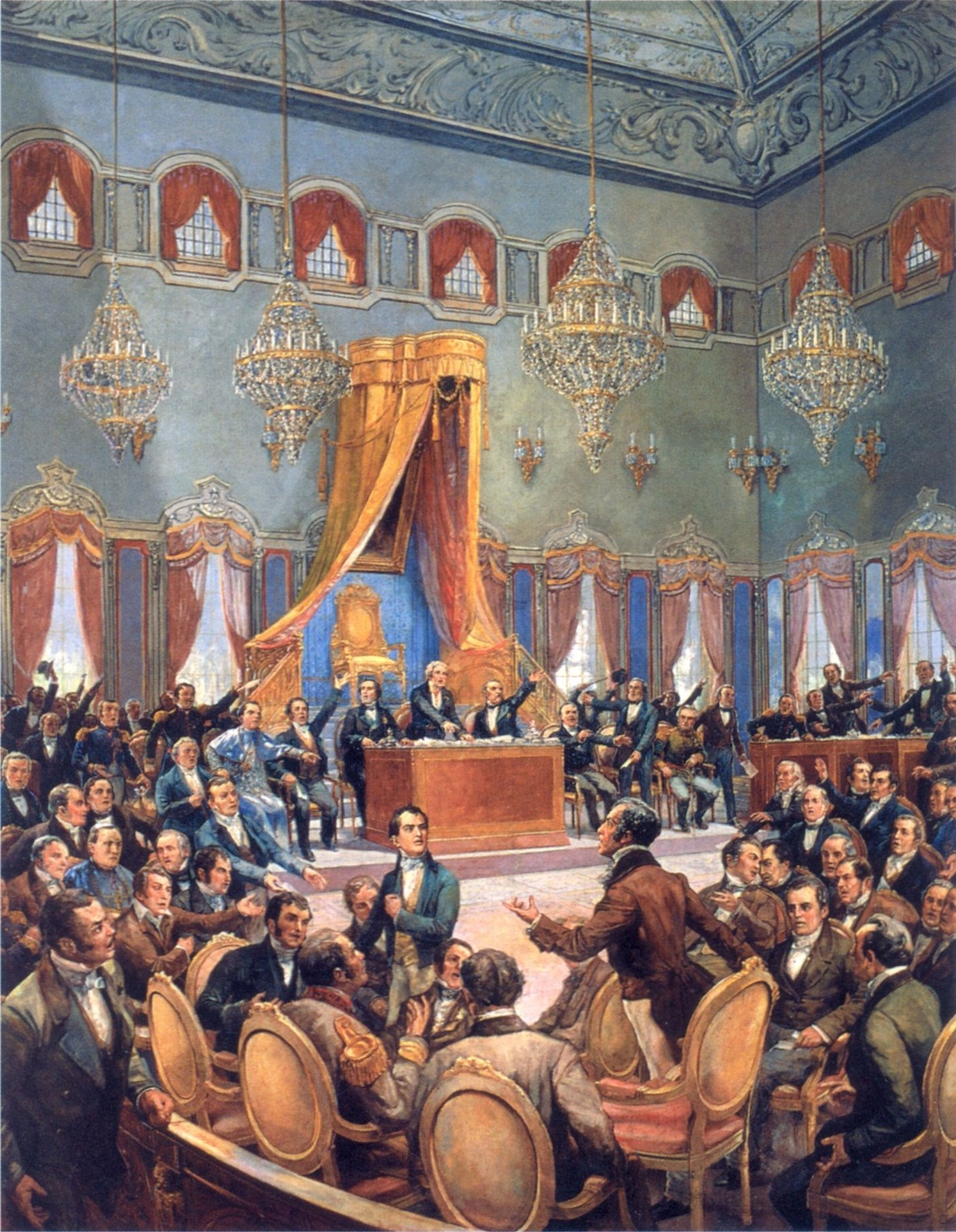
جلسة لمجلس لشبونة 1822.

امتد تأثير الثورة الإسبانية إلى البرتغال. حيث بدأت الثورة الليبرالية في 1820 بمدينة بورتو في أغسطس 1820 في الطبقة البرجوازية التجارية الساخطة بسبب فتح موانئ برازيل للعالم. ودعت لوضع دستور فانضمت جميع الطبقات الاجتماعية معها، لأن سبب الثورة الرئيسي هو عودة العائلة المالكة التي كانت تعيش في البرازيل منذ غزو نابليون.
شكلت الجمعية التأسيسية التي وضعت دستورا مستوحى من النسخة الإسبانية لسنة 1812. فقد اضطر الملك جواو السادس للعودة إلى البرتغال سنة 1821 تاركا فيها نائبا له (الوصي) في البرازيل وهو ابنه بيدرو. ثم طلب البرلمان البرتغالي عودة بيدرو حيث كان مستاءا من وجوده في البرازيل. فترك النواب البرازيليون البرلمان، ثم أعلن بيدرو استقلال البرازيل سنة 1822. فالثورة الليبرالية قد انتصرت في البرتغال ولكنها عانت من انفصال البرازيل. وينبغي أن نضع في الاعتبار أن تاريخ البرازيل والبرتغال متشابك في ذلك الوقت.
ووفقا لكينيث ماكسويل «فإن النقطة الهامة للبرازيل هو أنها أضحت متحررة اقتصاديا وسياسيا بين 1808 و 1820 حتى وصفت بأنها مركز إمبراطورية البرتغال-البرازيل»، وبمعنى أن اعلان استقلال البرازيل قد جاء بعد أن ذاقت تلك الأمة تجربة «الإمبريالية».
«ويوضح هذا الظرف غير العادي لماذا أعلنت البرتغال في سنة 1820 استقلالها من البرازيل، وبعدها مباشرة اعلنت البرازيل استقلالها عن البرتغال»، كما يمكن للمرء أن يقرأ في بيان صادر عن الثوار في بورتو في 1820.

### إيطاليا
نابولي

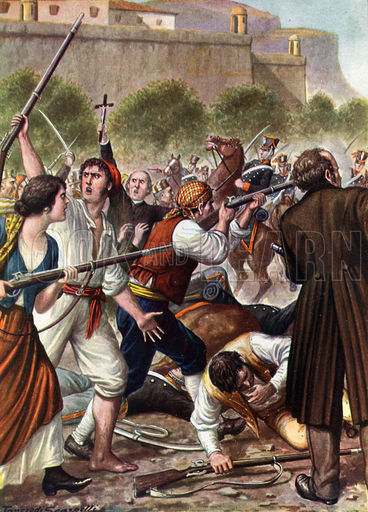
اندلاع التمرد في باليرمو 1820

سميت مملكة نابولي منذ 1816 باسم مملكة الصقليتين، وهي أكبر مملكة في شبه الجزيرة الإيطالية والحكومة الأكثر رجعية، التي يحكمها ملك من آل بوربون.

اندلع تمرد في مدينة نابولي في يوليو 1820 متأثرا بالثورة الإسبانية، وقد أثارها مشعلو الفحم أو الكاربونيريا وهي جمعية سرية قومية ليبرالية تحلم بتوحيد شبه الجزيرة الإيطالية بقيادة الضابط غولييلمو بيبي. أدى نجاح الثورة إلى بالملك فرديناندو الأول إلى القبول بالدستور المستوحى من دستور إسبانيا 1812. وبسبب قوة وجاذبية الحركة، فقد اجتمع التحالف المقدس في مؤتمر تروباو في أكتوبر 1820 حيث قرروا إرسال الجيش النمساوي لقمع الثورة. في عام 1821 اشتبكت القوات النمساوية مع بيبي في أنترودوكو لاتسيو. وبعد انتصارها في المعركة غزت نابولي واستعادت الحكم المطلق.
مملكة سردينيا
حكمت أسرة آل سافوي مملكة بيدمونت وسردينيا وتسمى أيضا مملكة سردينيا. عاد الملك فيتوريو إيمانويلي الأول الذي كان في جزيرة سردينيا إلى تورينو سنة 1814 بعد هزيمة نابليون وإعادة تشكيل أراضيها القارية (بيدمونت وسافوي). يتركز الفكر القومي الإيطالي في هذه المملكة وشكلت جمعيات تورينو الكاربونيريا لهدف توحيد إيطاليا. وبعد ورود أخبار الثورة في نابولي والغزو النمساوي ثار الكاربوناري في مارس 1821. فتنازل فيكتور ايمانويل الأول لأخيه كارلو فيليتشي الذين اضطر للاعتراف بالدستور الذي وضعته الثورة الليبرالية ومستوحاة من ثورة الإسبان سنة 1812.

اجتمع التحالف المقدس مرة أخرى في مؤتمر ليوبليانا، فأمر الجيش النمساوي المرابط في نابولي بالانتقال إلى تورينو والتدخل لدعم الملك كارلو فيليتشي الذي استعاد سلطته المطلقة واضطهد جماعة الكاربوناري.

## الحركات الثورية اللاحقة في البلدان الأوروبية الأخرى

### فرنسا

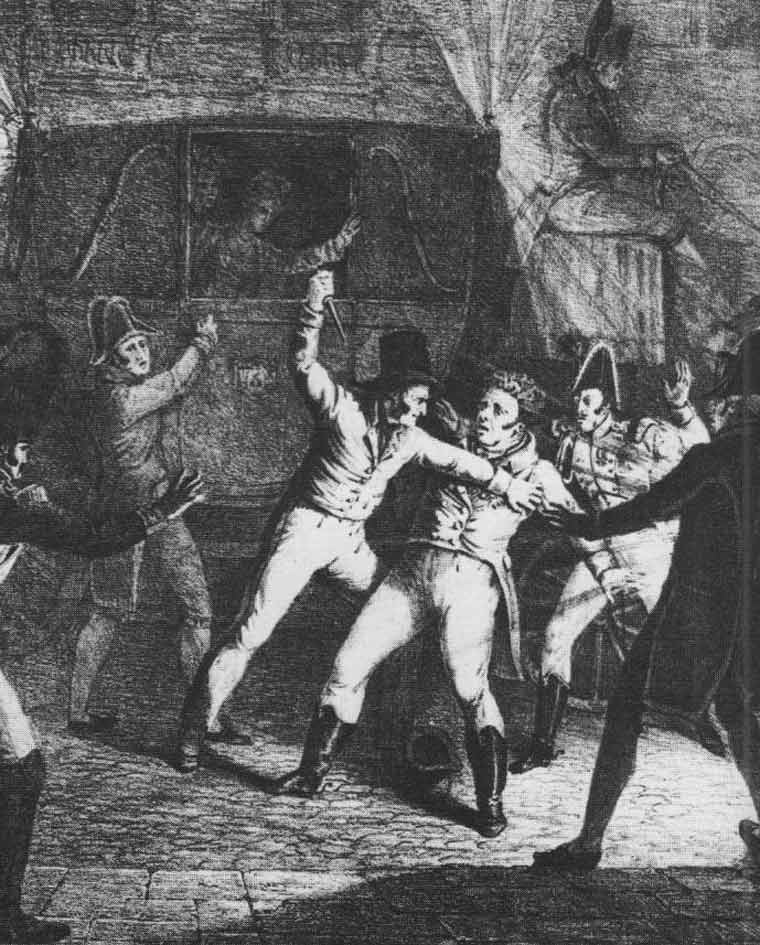
اغتيال دوق بيري، 13 فبراير 1820.

بعد هزيمة نابليون، حاول البوربون استعادة العرش الفرنسي لاعادة إنشاء النظام القديم. على الرغم من أن لويس الثامن عشر شقيق لويس السادس عشر حاول في بداية حكمه الحفاظ على حكومة معتدلة في خطاب المنح، بعد سنوات قليلة قبل في ممارسة السلطة معتمدا على ضغوط جماعة الملكيين المتطرفين السياسية التي تعارض أي نوع من التنازلات لليبراليين وبقيادة كونت مقاطعة أرتوا الشقيق الأصغر للملك والذي خلفه في الحكم باسم شارل العاشر. ففرنسا في عقد 1820 أضحت أحد مراكز الرجعية المطلقة، وبرز في تدخله بجيش المئة ألف من أبناء سانت لويس الذي أنهى فترة الترينيوم الليبرالي في اسبانيا.
ازداد القمع الداخلي تصلبا بدءا من فبراير 1820 عندما قتل دوق بيري (أبن كونت أرتوا وابن شقيق الملك) على يد أحد الحرفيين النابليونيين. فاستقال على اثرها رئيس الوزراء المعتدل الدوق إيلي ديكاز، فأتت من بعده حكومات ملكية متطرفة يقودها الدوق ريشيليو وجوزيف دو فيليل فازداد التضييق على الحريات المدنية.
ولمواجهة تلك الحكومات الرجعية التي خنقت الليبراليين الفرنسيين عن العمل السياسي، فبدأوا مجبرين بالعمل السري. عدا الكاربوناري وهي جمعية سرية مستوحاة من كاربوناري الإيطالية، التي أعدت عمليات تمرد قادها ضباط جيش اللبراليين، وقد فشلت جميعها مثل التي وقعت في سومور (ديسمبر 1821) وبلفور (يناير 1822) وتوارس (فبراير 1822) وكولمار (يوليو 1822). وسبب الفشل هو ضعف التنظيم وعدم وجود دعم شعبي مما سهل اكتشافهم وقمعهم دون حدوث انتفاضة عامة مزعومة.

### روسيا

تركز الديسمبريين في ساحة مجلس الشيوخ في سانت بطرسبورغ
14 ديسمبر 1825.

روسيا هي اخر دولة ضربتها موجات 1820 الثورية. وتعد الإمبراطورية الروسية أحد أعضاء التحالف المقدس مع بروسيا والنمسا.
توفي القيصر ألكسندر الأول مؤسس التحالف المقدس في 1 ديسمبر 1825. وبعد وفاته تآمرت مجموعة من الضباط الذين ينتمون إلى جمعيات ليبرالية سرية لمنع تتويج ولي العهد شقيقه نيقولا صاحب الآراء الرجعية المعروفة لصالح شقيق الآخر قسطنطين الذي كان من المتوقع أن يأتي بحكومة أكثر ليبرالية. إلا أن قسطنطين كان زاهدا عن الحكم؛ وقد تزوج سرا امرأة من عامة الشعب البولندي، وقد أعطى دعمه لشقيقه نيكولاي متخليا عن حقوقه في سنة 1822.
لم يقبل المتمردون بحكم نيقولا الأول وثاروا في 14 ديسمبر (26 بالتقويم الغريغوري). إلا أن الارتجال وسوء التنظيم سهلا من قمعها بوحشية. ثم ازداد بعدها الاستبداد القيصري.

### اليونان

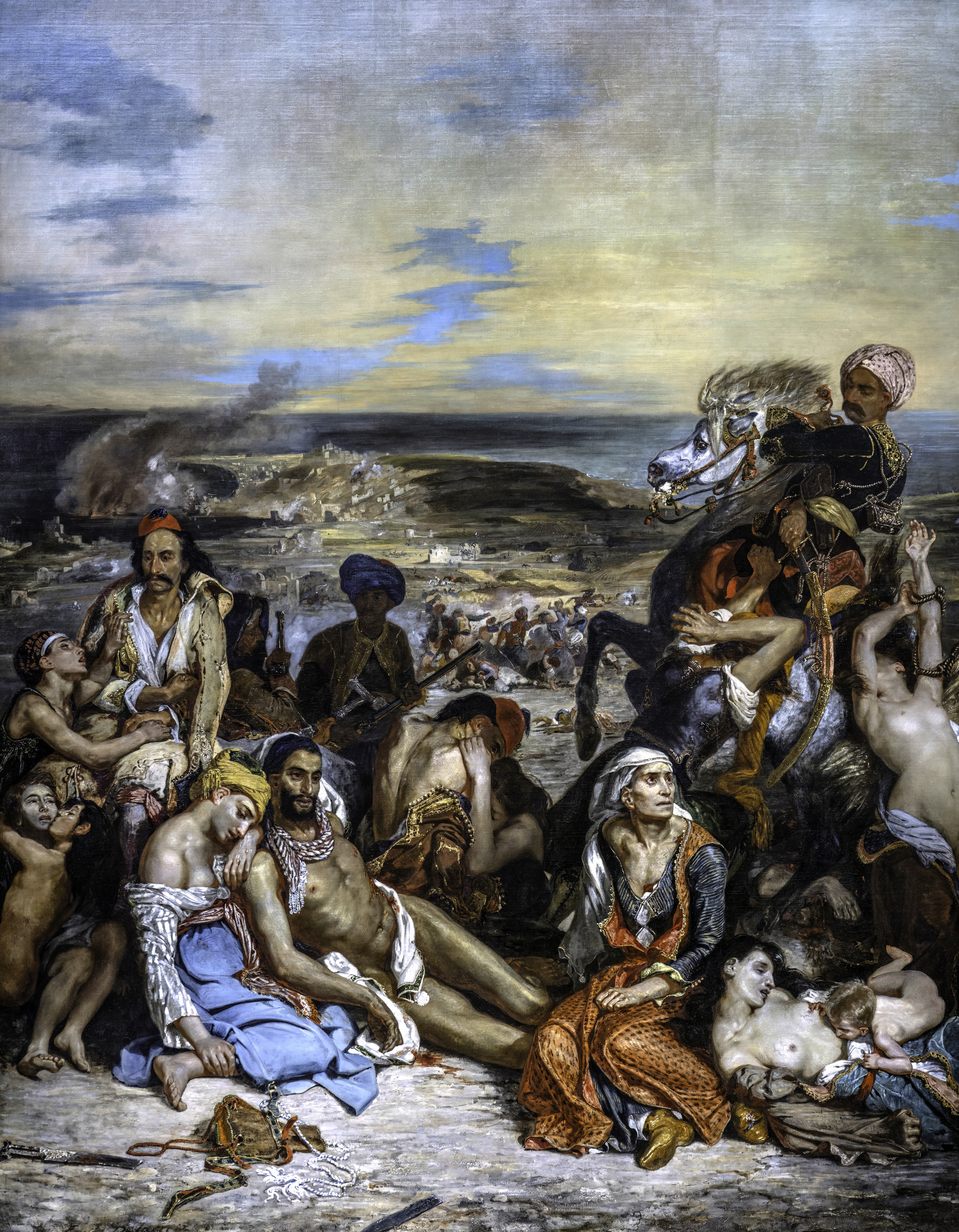
مذبحة خيوس بريشة ديلاكروا يصور أحداث المذبحة في 11 أبريل 1822.

كانت ثورة اليونان حالة خاصة ضمن الموجات الثورية في 1820. حيث أنها كانت تحت سلطان الدولة العثمانية لعدة قرون. وفي سنة 1821 انتفض اليونانيون ضد الأتراك. ولتفسير أسباب تلك الانتفاضة اليونانية: المقاومة الوطنية لقطاع الطرق الذين كانوا يعيشون في جبال بيلوبونيز والمسمون كليفتيون وأيضا الموريون. وكذلك النمو الاقتصادي في اليونان والمتأثر بالأفكار الثورية الغربية مع وجود جمعية سرية قومية «أخوية الصداقة» أو (Filiki Eteria). والدور الذي لعبه البطريرك اليوناني من القسطنطينية. كان ينظر لانتفاضة اليونان بكثير من التعاطف في الخارج: فالحنين إلى العصور الكلاسيكية القديمة عند المتعلمين، والتعاطف مع الدين المسيحي ضد العثمانيين المسلمين عند المتدينين والتعاطف مع النضال من أجل الحرية ضد الظلم العثماني عند الليبراليين، وصعود فكرة القومية للشعوب المتطلعة لهوية واضحة تميزهم لينالوا دولتهم.
وبعد أن بدا أن اليونان تمكنت من الانتصار سنة 1822، إلا أن عرقل ذلك الانقسامات الداخلية وتدخل محمد علي باشا لدعم السلطان العثماني فانقلبت الأوضاع لصالحهم. فتمكنوا من هزيمة التمرد اليوناني تدريجيا حتى 1827 عندما قررت القوى الأوروبية التدخل بعد مؤتمر لندن [الإنجليزية]. فأرسل رئيس وزراء المملكة المتحدة كانينغ والقيصر نيقولا الأول وملك فرنسا شارل العاشر أساطيلهم إلى نافارين حيث كانت السفن المصرية. وفي 20 أكتوبر اندلعت معركة بحرية فهزم الأسطول المصري. وفي الوقت نفسه، فقد غزت جيوش القيصر الإمارات الرومانية الأفلاق وملدافيا، ونزل الجيش الفرنسي في بيلوبونيز. لذا قرر البريطانيون إقامة مفاوضات سلام مع العثمانيين لمنع سقوط القسطنطينية في أيدي الروس. فتم تم التوقيع على معاهدة أدرنة في سنة 1829 حيث اعترفت الدولة العثمانية باستقلال اليونان وصربيا والإمارات الرومانية من الأفلاق وملدافيا. وقد نالت اليونان استقلالها في العام التالي.